# Улужай (посёлок)
Улужай  (алт.  ) — опустевший посёлок в Амурском сельском поселении Усть-Коксинского района Республики Алтай России.

## География
Расположено в приграничной территории юго-западной части Республики Алтай в горно-степной зоне и находится у реки Улужай.
Уличная сеть состоит из одного географического объекта: ул. Улужайная.

## Население
| 2010 | 2011 | 2012 | 2013 | 2014 | 2015 |
| ---- | ---- | ---- | ---- | ---- | ---- |
| 0    | →0   | →0   | →0   | →0   | →0   |
| 2016 |      |      |      |      |      |
| →0   |      |      |      |      |      |

Национальный состав
Согласно результатам переписи 2002 года, в национальной структуре населения алтайцы составляли 100 % от общей численности населения в 1 жителя

## Инфраструктура
Было развито личное подсобное хозяйство, животноводство.

## Транспорт
Просёлочные дороги.